# Густов, Вадим Анатольевич
Вади́м Анато́льевич Гу́стов (род. 26 декабря 1948, Калинино, Владимирская область) — российский политический и государственный деятель, Первый заместитель Председателя Правительства Российской Федерации с 1998 по 1999 год, член Совета Федерации Федерального Собрания Российской Федерации, член Комитета по делам Содружества Независимых Государств, депутат Законодательного собрания Ленинградской области.

## Биография
Вадим Анатольевич Густов родился 26 декабря 1948 года в деревне Калинино Долматовского сельсовета Струнинского района Владимирской области, ныне деревня входит в Следневское сельское поселение Александровского района той же области.
- В 1971 году окончил Московский геологоразведочный институт имени С. Орджоникидзе. До 1978 работал по специальности, потом на партийной работе.
- В 1990 году избран председателем Кингисеппского районного, а затем Ленинградского областного Совета народных депутатов. В 1991 г. поддержал ГКЧП[источник не указан 3226 дней], а в 1993 г. поддержал выступление сторонников А. В. Руцкого[3].
- В 1994—1996 годах — Член Совета Федерации Федерального Собрания Российской Федерации первого созыва. Был председателем Комитета палаты по делам Содружества Независимых Государств.
- В 1996 году избран на должность Губернатора Ленинградской области. Член Совета Федерации Федерального Собрания Российской Федерации второго созыва
- В 1998 году назначен на должность Первого Заместителя Председателя Правительства Российской Федерации, занимал этот пост до 1999 года.
- В 1999 году выставлял свою кандидатуру на выборах Губернатора Ленинградской области, однако проиграл их своему бывшему подчинённому Валерию Сердюкову. Затем возглавлял Северо-западное управление Госгортехнадзора России.
- В 2003 году вновь баллотировался в Губернаторы Ленинградской области, однако снова проиграл выборы.
- С 2002 года — член Совета Федерации Федерального Собрания Российской Федерации от исполнительного органа государственной власти Владимирской области, в 2005 году подтвердил свои полномочия, как и в 2009. Срок окончания полномочий — март 2013 года. Как и в Совете Федерации первого созыва возглавлял Комитет по делам СНГ. Член Комитета по международным делам палаты. Досрочно сложил полномочия в декабре 2011 года.
- С декабря 2011 года — депутат Законодательного собрания Ленинградской области пятого созыва. На выборах, которые состоялись 4 декабря 2011 года, баллотировался по списку партии «Единая Россия»[4].
- 4 июля 2012 года — избран вице-спикером Законодательного собрания Ленинградской области[5].
- В 2013 году Густову присвоено звание «Почётный гражданин Ленинградской области».

## Семья
- Жена — Валентина Дмитриевна, урождённая Земскова
- Дети — Сергей (многолетний нынешний глава Межрегионгаз) и Андрей
- Внуки — Дмитрий, Вадим, Наталья, Алексей, Михаил, Владимир.

## Награды
Государственные награды:
- 1986 год — медаль «За трудовую доблесть»
- 1997 год — орден Почёта
- 1997 год — медаль «В память 850-летия Москвы»
- 2003 год — медаль «В память 300-летия Санкт-Петербурга»
- 2004 год — Благодарность Президента Российской Федерации — за активное участие в законотворческой деятельности[6]
- 2005 год — медаль «В память 1000-летия Казани»
- 2007 год — орден Дружбы
- 2025 год — орден Александра Невского[7]

Региональные награды:
- 2013 год — Почётный гражданин Ленинградской области[8]
- 2014 год — Памятная медаль «20 лет Законодательному собранию Ленинградской области»
- 2023 год — медаль «За заслуги перед Владимирской областью»

Награды международных организаций:
- 2003 год — Орден «Содружество» (Совет Межпарламентской Ассамблеи государств — участников Содружества Независимых Государств) — за активное участие в деятельности Межпарламентской Ассамблеи и её органов, вклад в укрепление дружбы между народами государств — участников Содружества[9]
- 2017 год — Памятный знак «МПА СНГ. 25 лет» (Межпарламентская ассамблея СНГ) — за содействие в деятельности Межпарламентской Ассамблеи и её органов[10]